# Zin (tijdschrift)
Zin is een Nederlands tijdschrift dat zich richt op vrouwen in de leeftijdscategorie van 50 tot 75.

## Tijdschrift
Het eerste nummer van Zin verscheen in 2004 bij uitgeverij Sanoma. Bij de oprichting richtte het blad zich expliciet op 55-plussers. Bij de reorganisatie bij Sanoma in oktober 2013 werden 32 titels in één keer te koop aangeboden. Het tijdschrift werd daarop in 2014 door Sanoma verkocht aan New Skool Media.
Het tijdschrift richt zich met name op vertegenwoordigers van de generatie die opgroeide in de jaren zestig en zeventig en "ondernemend, positief kritisch en breed geïnteresseerd" is. Het bevat artikelen over gezondheid, financiën, relaties, reizen en cultuur. Het verschijnt dertien keer per jaar. De hoofdredactrice is Alida Dijk. De redactie zetelt in Amsterdam.
Naast een papieren versie verschijnt het blad via de eigen website.

## Oplagecijfers
Het eerste nummer van Zin verscheen in 2004 bij uitgeverij Sanoma. Deze verkocht het blad in 2014 aan New Skool Media.
Terwijl het tijdschrift over de periode 2011-2012 een dalende trend liet zien (van 90.766 naar 83.104), kende het blad in het tweede en derde kwartaal van 2013 – na een dieptepunt in het eerste kwartaal met een oplage van 73.527 – een groei naar 87.552. Het was daarmee een van de weinige uitgaven van Sanoma dat een groeiende oplage kende. Desondanks werd het slachtoffer van de reorganisatie bij Sanoma in oktober 2013, waarbij 32 titels in één keer te koop aangeboden werden. Het tijdschrift werd in 2014 overgenomen door New Skool Media. Eerder daalde de oplage nog verder naar 80.550 (gemiddeld over 2013) en in 2014 naar 71.194 (derde kwartaal).
Over de tweede helft van 2013 en de eerste helft van 2014 werd het blad door zo'n 280.000 mensen gelezen. Het blad had daarmee een marktaandeel van 2 procent. De 205.000 vrouwen en 75.000 mannen waren voor het grootste deel 50-plussers, met 120.000 lezers in de categorie 50 tot 64 en 92.000 in de categorie 65+. In die laatste twee categorieën had het een marktaandeel van 3,5 procent.
| Jaar | Betaalde gerichte oplage | Totaal verspreide oplage |        |
| ---- | ------------------------ | ------------------------ | ------ |
| 2006 | 72.180                   | 91.465                   | [ 9 ]  |
| 2007 | 84.133                   | 99.080                   | [ 10 ] |
| 2011 | 79.293                   | 90.766                   | [ 11 ] |
| 2012 | 76.938                   | 83.104                   | [ 12 ] |
| 2022 | 16.057                   | 16.470                   |        |